# Astro-E

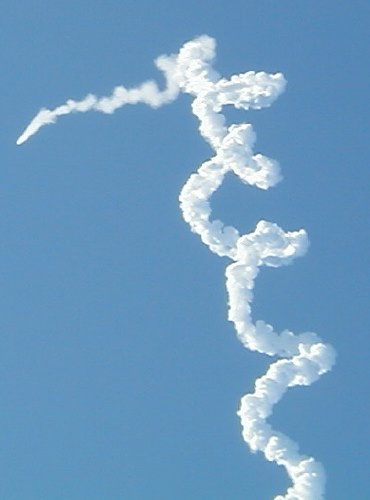
Nieudany start ASTRO-E

Astro-E – utracony w 2000 roku teleskop kosmiczny zbudowany przez ISAS we współpracy z NASA. Był piątym z kolei japońskim satelitą służącym do badań w zakresie promieniowania X.
Wystrzelony 10 lutego 2000 roku o 01:30 UTC, z powodu awarii 1. stopnia rakiety M-5 wszedł na orbitę o bardzo niskim perygeum (80 km). Prawdopodobnie już podczas pierwszego okrążenia Ziemi ok. godz. 02:30–03:00 UTC wszedł ponownie w atmosferę pomiędzy Afryką Wschodnią a zachodnimi Chinami. Misję satelity kontynuował wystrzelony w 2005 teleskop Suzaku.
Astro-E miał prowadzić badania w zakresie energii 0,4–700 keV. Na jego pokładzie znajdowały się następujące instrumenty:
- X-Ray Spectrometer (XRS) – mikrokalorymetr do pomiarów w zakresie 0,4–10 keV. Przed nim zamontowany był teleskop rentgenowski (XRT).
- X-ray Imaging Spectrometers (XIS) – cztery identyczne spektrometry do badań w zakresie 0,4–12 keV, każdy wyposażony w kamerę CCD. Przed każdą z kamer zainstalowany był teleskop rentgenowski (XRT).
- Hard X-ray imaging Detectors (HXD) – detektory do pomiaru promieniowania X o wysokich energiach – powyżej 10 keV.

Satelita miał pracować przez pięć lat na orbicie o wysokości 550 km. Działanie instrumentu XRS zostało przewidziane na dwa lata, ze względu na konieczność schłodzenia go do temperatury bliskiej zera bezwzględnego i ograniczoną ilość czynnika chłodzącego.